# Хохшайдт, Ян
Ян Хохшайдт (нем. Jan Hochscheidt; 4 октября 1987, Трир, ФРГ) — немецкий футболист, полузащитник клуба «Эрцгебирге Ауэ».

## Клубная карьера
Ян выступал за юношеские и молодёжные команды «Герта» (Целендорф) и «Унион» (Берлин). В 2004 году перешёл в молодёжную команду «Энерги Котбус». За резервную команду «Энерги» начал выступать с сезона 2006/07, дебютировав 24 сентября 2006 года.
За вторую команду выступал вплоть до лета 2008 года, когда принял решение перейти в «Эрцгебирге Ауэ», выступавший в Третьей лиге. 26 июля провёл дебютный матч за новый клуб. В сезоне 2009/10 «Эрцгебирге Ауэ» добился выхода во Вторую Бундеслигу. первый сезон в новой лиге сложился успешно как для клуба, занявшего пятое место, так и для Хохшайдта, проведшего 31 игру и забившего 5 голов. В сезоне 2012/13 Ян сыграл 32 игры, забил 10 мячей и сделал 9 результативных передач, внеся ощутимый вклад в сохранение его клубом прописки во Второй Бундеслиге.
В летнее трансферное окно 2013 года Ян за 400 тыс. евро перешёл в брауншвейгский «Айнтрахт», только что вышедший в Бундеслигу. Дебютный матч в Бундеслиге полузащитник провёл 10 августа против бременского «Вердера». В 2016 году клуб продлил контракт с Хохшайдтом ещё на два года.
В 2018 году Хохшайдт вернулся в «Эрцгебирге Ауэ», подписав с клубом контракт до 2021 года.